# 熊野順祥
熊野 順祥（くまの よしなが）は、日本の地方公務員。東京都主税局長、建設資源広域利用センター代表取締役社長、総務省地方財政審議会委員などを歴任した。

## 人物・経歴
1974年一橋大学法学部卒業。東京都財務局主計部財政課長、東京都財務局主計部公債課長（統括課長）、東京都立保健科学大学事務局長等を経て、2001年東京都知事本部参事（国政広域連携担当）。2002年東京都知事本部国政広域連携担当部長。2003年東京都財務局主計部長。2005年東京都知事本局次長。2006年東京都東京オリンピック招致本部長、東京2020オリンピック・パラリンピック招致委員会理事。2007年東京都主税局長。2010年建設資源広域利用センター代表取締役社長。2012年総務省地方財政審議会委員。全国地方税務協議会会長、地方税電子化協議会参与、練馬区区政改革推進会議委員等も歴任した。2022年瑞宝小綬章受章。